# フィリップ3世 (バーデン＝ローデマヒェルン辺境伯)
フィリップ3世（ドイツ語：Philipp III., 1567年8月15日 - 1620年11月6日）は、バーデン＝ローデマヒェルン辺境伯（在位：1588年 - 1620年）。

## 生涯
フィリップ3世はバーデン＝ローデマヒェルン辺境伯クリストフ2世とセシリア・ヴァーサの次男である。
1592年、フィリップはローデマヒェルンの官吏マング・フォルツを殺害した。しかし、ルクセンブルク当局は寛大な処置を求めるフィリップの嘆願に応じた。兄エドゥアルト・フォルトゥナートの死後、フィリップはエットリンゲン城に居を構えた。1605年、フィリップはバーデン＝ドゥルラハ辺境伯ゲオルク・フリードリヒからバーデン・バーデン辺境伯領を取り戻すために兵士を募った。しかしこれは失敗し、ゲオルク・フリードリヒはフィリップをまずドゥルラハに、次に要塞に投獄し、フィリップは嗣子なく1620年に死去した。フィリップはエメンディンゲンの教会の聖歌隊席に埋葬された。